# Frits Ruimschotel
Albert Frits Ruimschotel (* 28. Februar 1922 in Pangkal Pinang, heute Indonesien; † 28. Mai 1987 in Utrecht) war ein niederländischer Wasserballspieler. Mit der niederländischen Nationalmannschaft wurde er Olympiadritter 1948.

## Sportliche Karriere
Ruimschotel spielte zunächst beim Verein Triton in Jakarta. Später war der Stürmer beim Haagse Zwem- en Polo Club. Bei den Olympischen Spielen 1948 in London gewann die niederländische Mannschaft zunächst ihre Vorrunden- und dann auch ihre Zwischenrunden- und Halbfinalgruppe. In die Finalrunde nahmen die Niederländer ein Unentschieden gegen Belgien aus der Halbfinalrunde mit. Nach einem weiteren Unentschieden gegen Ungarn und einer 2:4-Niederlage gegen Italien erhielten die Niederländer die Bronzemedaille. Ruimschotel hatte sowohl gegen Ungarn als auch gegen Italien ein Tor erzielt.